# CAN Thessaloniki
CAN Thessaloniki (griechisch Χριστιανική Αδελφότητα Νέων Θεσσαλονίκης, kurz ΧΑΝΘ) ist der örtliche Verein des CVJM im griechischen Thessaloniki. Der Verein wurde 1921 gegründet und hat erfolgreiche Sportmannschaften hervorgebracht.

## Basketball
Der CVJM Thessaloniki war 1968 Mitbegründer der Basketball-Meisterschaft für Jugend-Teams, die er 1970 und 1971 gewann. Die Herrenmannschaft qualifizierte sich zweimal für den europäischen Vereinswettbewerb Korać-Cup (1973 bzw. 1973/74).

## Handball
Die Herrenmannschaft des Vereins spielt seit 2010 in der höchsten griechischen Spielklasse A1 Liga, der sie bereits von 2005 bis 2008 angehörte. Die Qualifikation für die Finalrunde um die Meisterschaft gelang bislang nicht.

## Sportabteilungen
- Basketball
- Gewichtheben (12× Griechischer Meister)
- Handball
- Judo (4× Griechischer Meister)
- Leichtathletik
- Segeln
- Volleyball
- Wasserball